# Barce werneri
Barce werneri är en insektsart som beskrevs av Peter Wolfgang Wygodzinsky 1966. Barce werneri ingår i släktet Barce och familjen rovskinnbaggar. Inga underarter finns listade i Catalogue of Life.